# Dewar Cup
Il Dewar Cup è stato un torneo di tennis facente parte del Grand Prix giocato dal 1970 al 1976 a Londra in Gran Bretagna su campi in sintetico indoor.

## Albo d'oro

### Singolare
| Anno | Vincitore     | Finalista       | Punteggio     |
| ---- | ------------- | --------------- | ------------- |
| 1972 | Ilie Năstase  | Tom Gorman      | 6–4, 6–3      |
| 1973 | Tom Okker     | Ilie Năstase    | 6–3, 6–4      |
| 1974 | Jimmy Connors | Brian Gottfried | 6–2, 7–6      |
| 1975 | Eddie Dibbs   | Jimmy Connors   | 1–6, 6–1, 7–5 |
| 1976 | Raúl Ramírez  | Manuel Orantes  | 6–3, 6–4      |

### Doppio
| Anno | Vincitori                  | Finalisti                       | Punteggio     |
| ---- | -------------------------- | ------------------------------- | ------------- |
| 1973 | Mark Cox Owen Davidson     | Gerald Battrick Graham Stilwell | 6–4, 8–6      |
| 1974 | Jimmy Connors Ilie Năstase | Brian Gottfried Raúl Ramírez    | 3–6, 7–6, 6–3 |
| 1975 | Wojciech Fibak Karl Meiler | Jimmy Connors Ilie Năstase      | 6–1, 7–5      |
| 1976 | David Lloyd John Lloyd     | John Feaver John James          | 6–4, 3–6, 6–2 |